# Ворпсведская колония художников

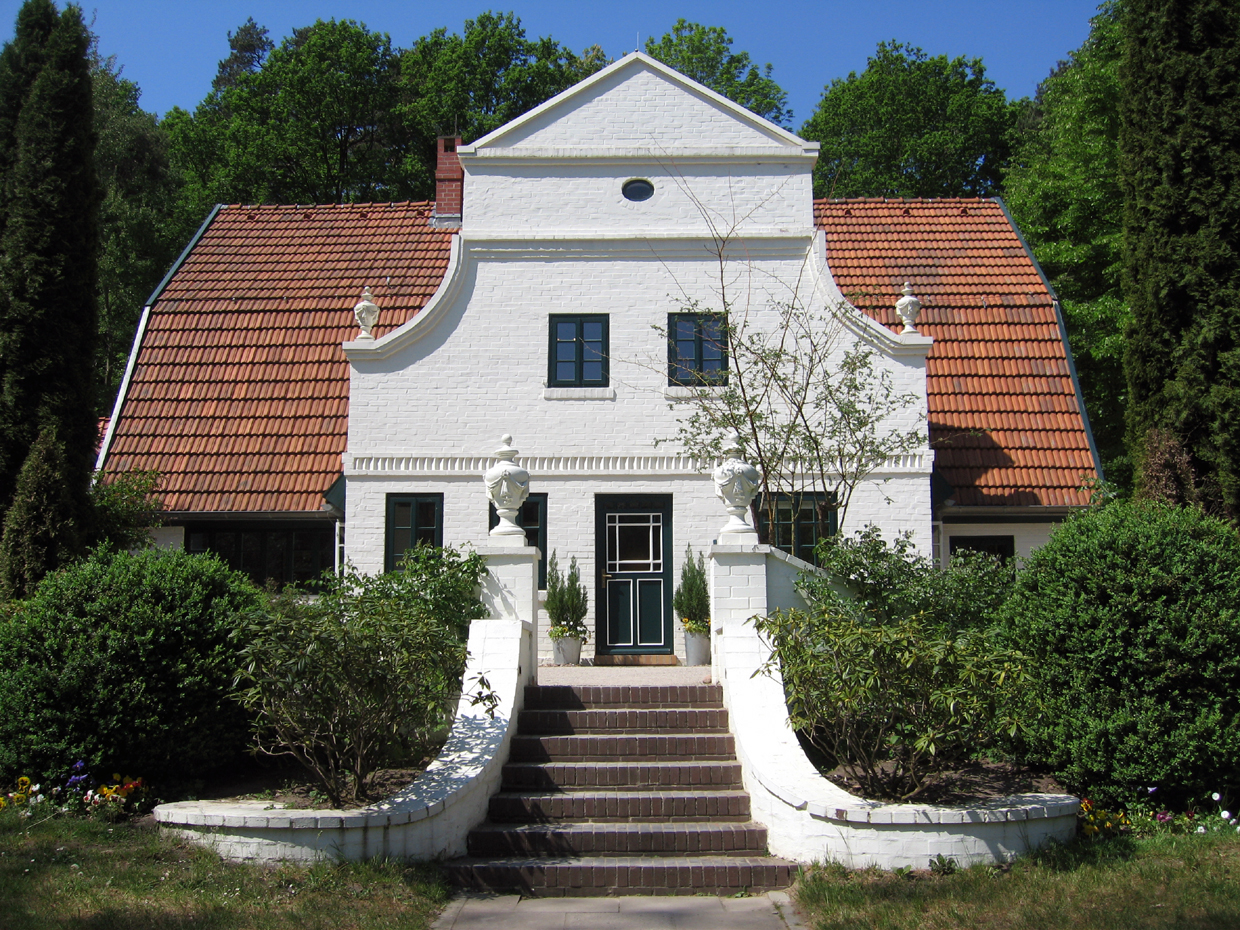
Дом «Баркенхофф», центр ворпсведского сообщества художников

Ворпсведская колония художников (нем. Künstlerkolonie Worpswede) — сообщество художников, основанное в 1889 году в небольшом селении Ворпсведе на севере Германии, на Чёртовом болоте (Teufelsmoor) в Нижней Саксонии в 24 км от портового города Бремена. «Ворпсведе» стал родиной многих известных представителей немецких импрессионизма и экспрессионизма.

## История
В 1889 году в Ворпсведе поселились немецкие живописцы-романтики: Фриц Макензен, Ганс ам Энде и Отто Модерзон. В 1893 году к ним присоединился Фриц Овербек, в 1894 году — Генрих Фогелер. Паула Модерзон-Беккер приехала в Ворпсведе в 1898 году учиться живописи у Фрица Макензена.
Как и в деревне Барбизон во Франции немецкие художники мечтали об обновлении искусства, о «синтезе искусства и жизни» вдали от шума больших городов. Помимо интереса к передаче света и цвета на пленэре, деревенским мотивам или живописным пейзажам, «бегство из города» было продиктовано и романтической тоской по деревенской идиллии и простой жизни на лоне природы. Творчество этих художников «во многом предвосхищало эстетику флорального течения искусства западноевропейского модерна». Совместные выставки в Стеклянном дворце в Мюнхене в 1895 и 1896 годах сделали группу художников из Ворпсведе известной на всю страну и принесли им множество наград.
В 1895 году Генрих Фогелер приобрел дом с названием «Баркенхофф» и перестроил его в стиле модерн. «Баркенхофф» стал центром ворпсведского движения художников. Художники Ворпсведе впервые выступили на Мюнхенской выставке 1895 года и поразили зрителей простотой, свежестью, непосредственностью пейзажной живописи, особенно выигрывавшей в сравнении с официальным академическим искусством Мюнхена и Берлина.
«Среди цветущего кругом моря вереска» художники «впитывали дух бесхитростной крестьянской архитектуры, не менявшейся со времён средневековья. Художник Генрих Фогелер, который занялся потом чеканкой по серебру, стеклом, светильниками и оформлением интерьера, прославился благодаря использованию именно тех мотивов, которые он черпал в окружавшем его богатстве растительных форм своего сада».
Гостями Ворпсведе были писатели Герхарт Гауптман и Райнера Мария Рильке (его супругой впоследствии стала обитательница Ворпсведе скульптор Клара Вестхофф). Рильке в 1902 году посвятил своим любимым художникам эссе под названием «Ворпсведе».
В настоящее время в Ворпсведе для посетителей работают выставки, галереи и мастерские.

## Галерея

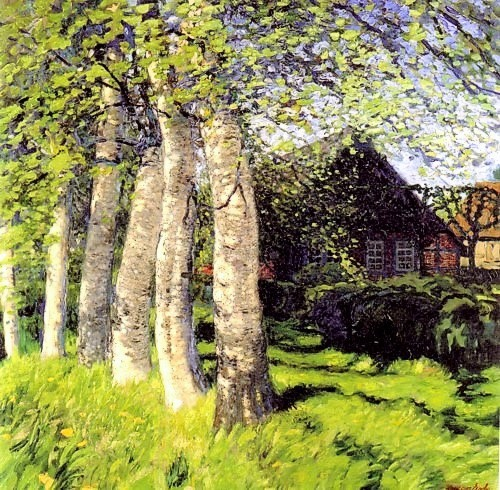
Ганс ам Энде. Весна в Ворпсведе. 1900
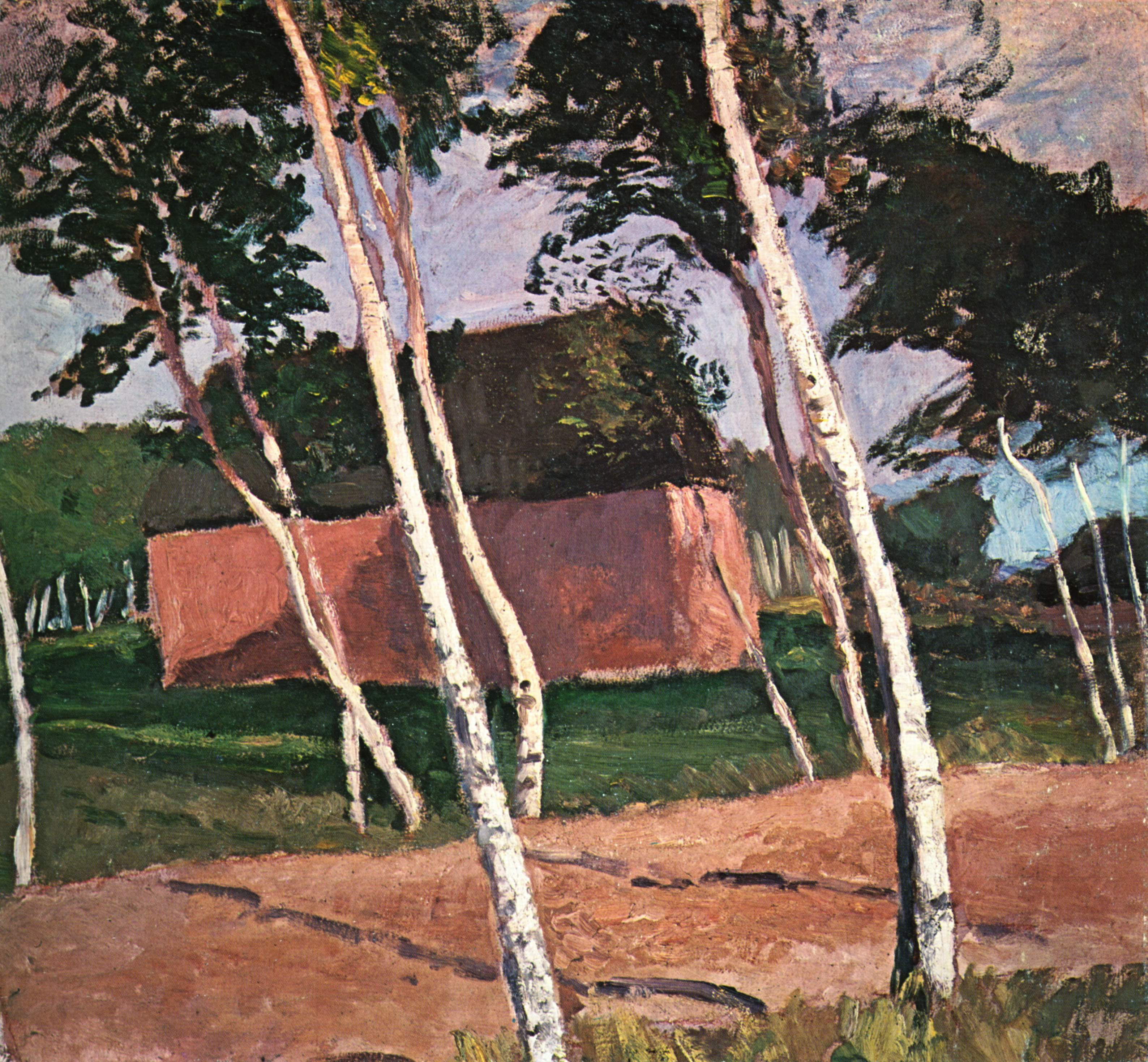
П. Модерзон-Беккер. Пейзаж Ворпсведе. Ок. 1900
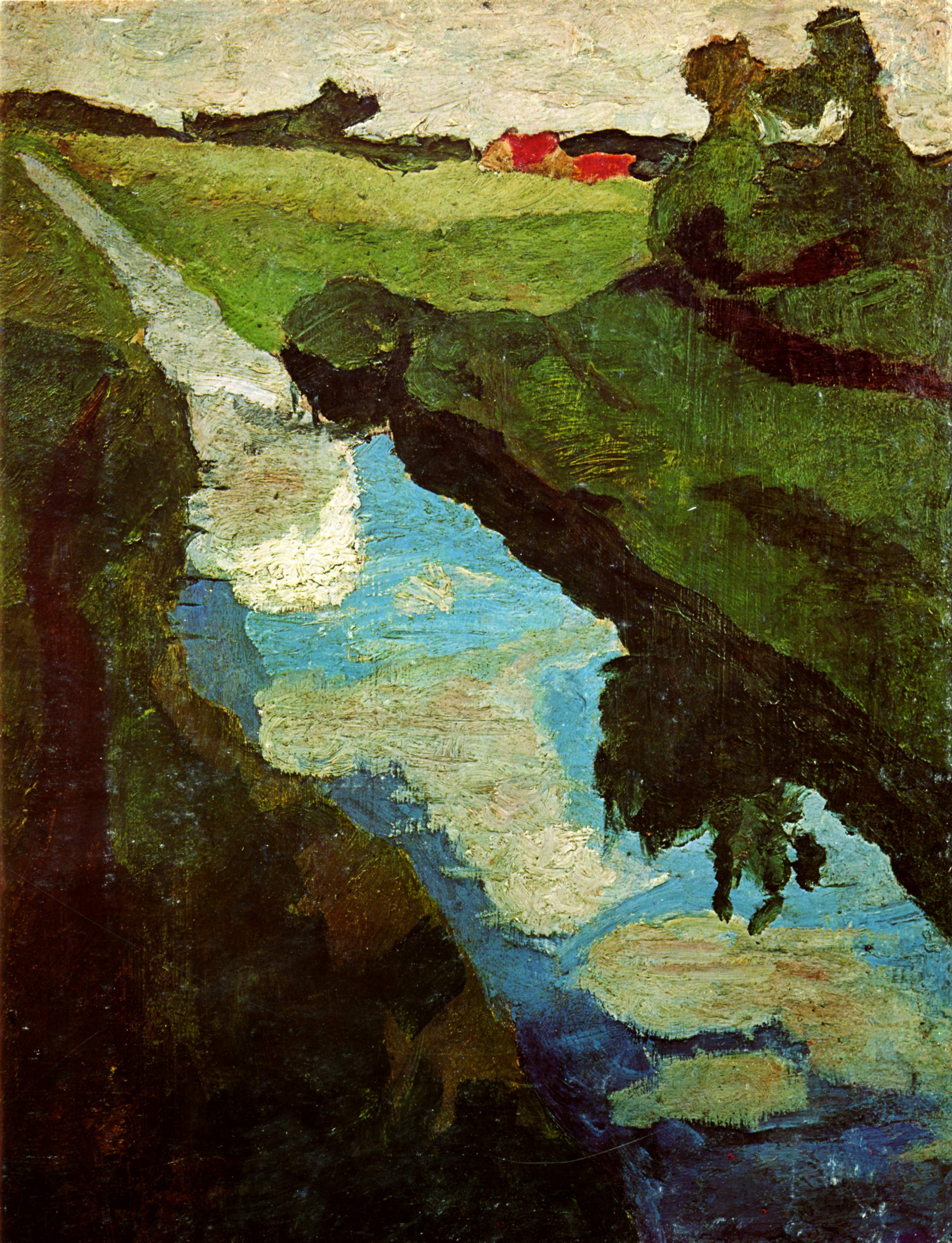
П. Модерзон-Беккер. Канал на болоте. 1900—1902
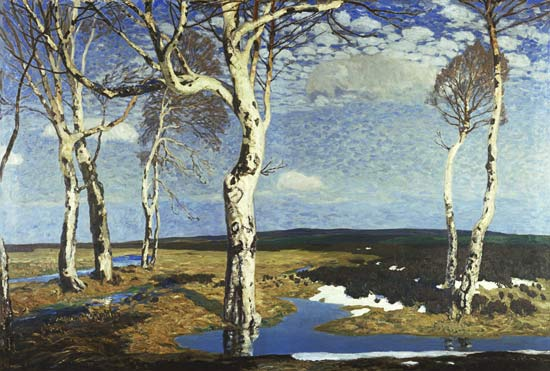
Ф. Овербек. В марте
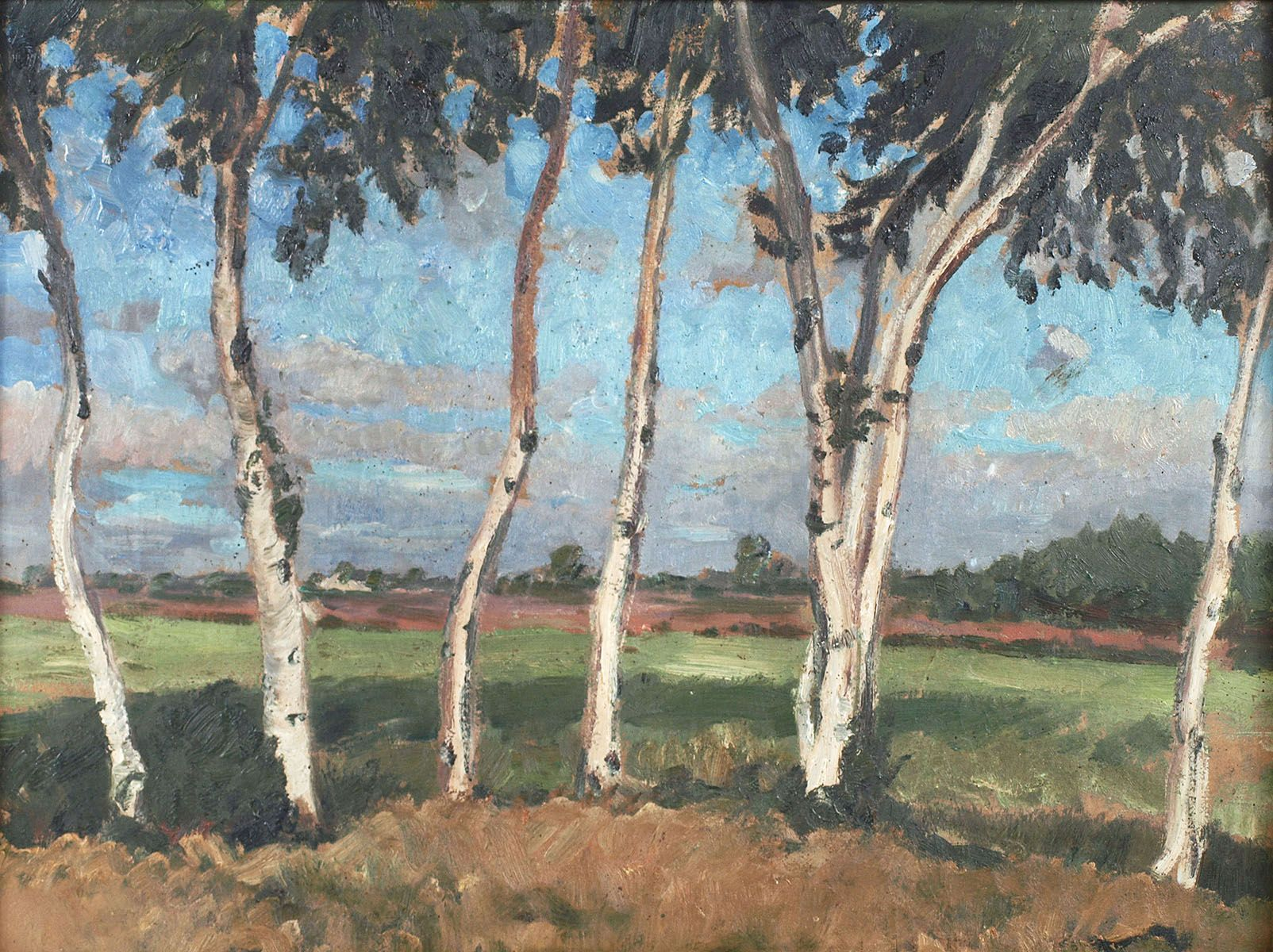
Ф. Овербек. Группа берёзок
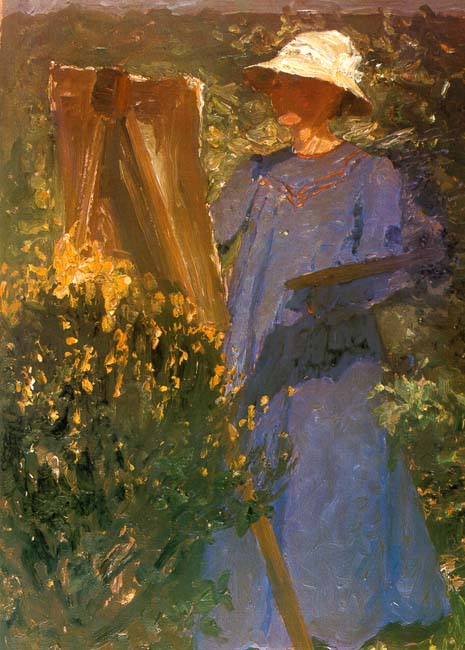
Ф. Овербек. Художница перед мольбертом. 1905-1906
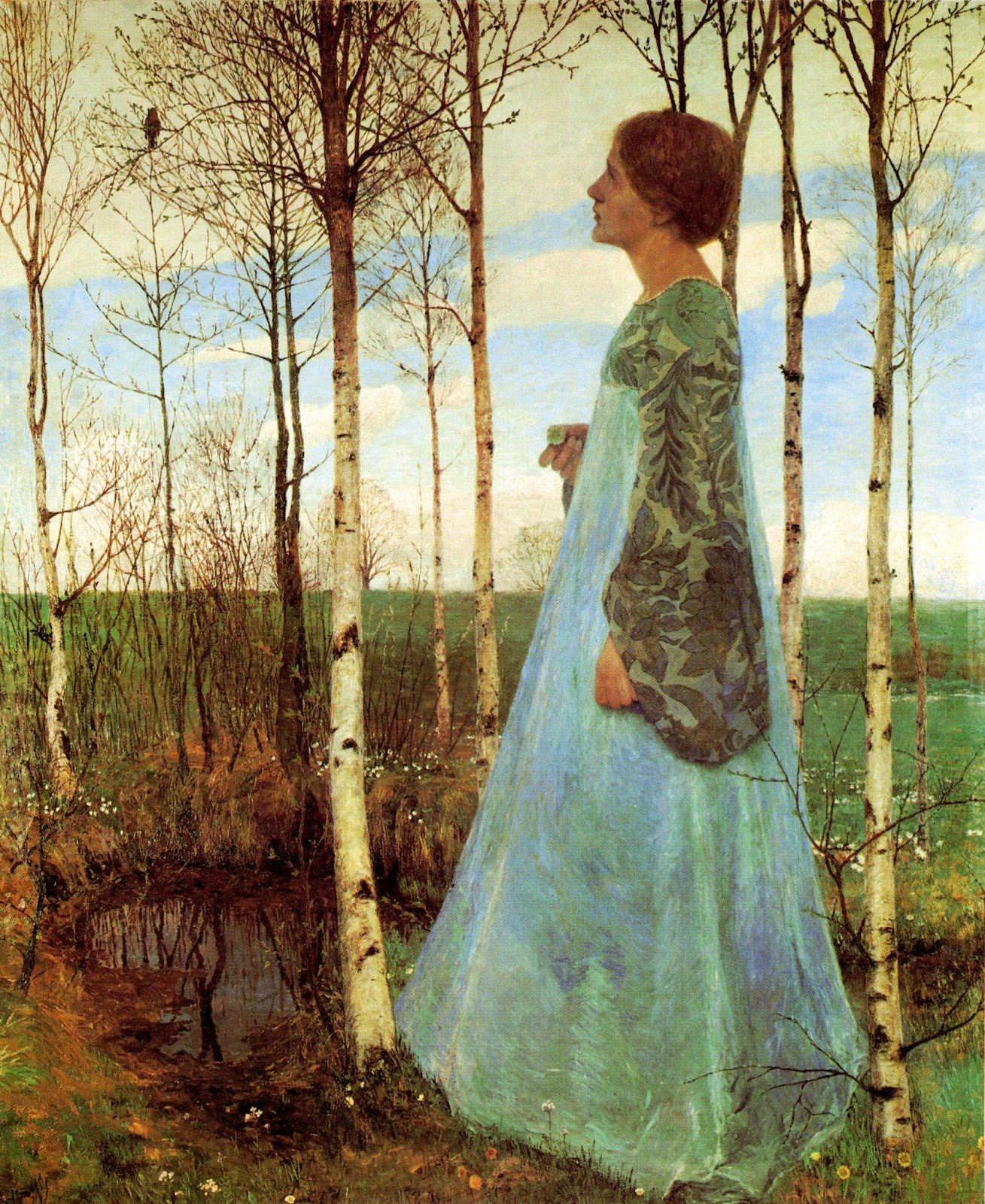
Г. Фогелер. Весна. Портрет Марты Фогелер. 1897
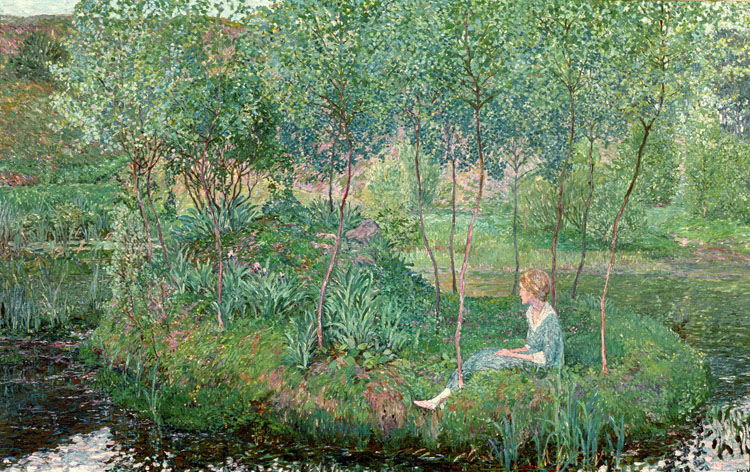
Г. Фогелер. Весна. 1913

## Известные имена Ворпсведе

### Первое поколение Ворпсведе
- Фриц Макензен, живописец
- Паула Модерзон-Беккер, живописец
- Отто Модерзон, живописец
- Фриц Овербек, живописец
- Генрих Фогелер, живописец
- Клара Вестхофф, скульптор
- Курт Штёрмер, живописец
- Ганс ам Энде, живописец
- Бернхард Хётгер, архитектор, скульптор, живописец
- Йоханнес Вюстен, живописец
- Райнер Мария Рильке, поэт
- Отто Уббелоде, живописец, график
- Вальтер Бертельсманн, живописец
- Вильгельм Шаррельманн, писатель

### Второе поколение
- Рихард Ольце, живописец
- Брам ван Вельде, живописец
- Отто Майер, художник-керамист
- Манфред Хаусманн, писатель
- Фриц Упхофф, живописец
- Фридрих Фордемберге, живописец
- Лоре Шилль, живописец
- Бернхард Хейс, живописец
- Вальтер Ниманн, живописец и график
- Пауль Эрнст Вильке, живописец
- Леберехт Мигге, ландшафтный архитектор
- Юрген Бертельсманн, живописец
- Карло Вайдемайер, график, живописец, архитектор
- Агнес Зандер-Плумп, живописец
- Фёдор Щербаков, живописец

### Современные художники Ворпсведе
- Бернд Альтенштейн, скульптор
- Ханс Юрген Бурмайстер, график
- Вальдемар Отто, скульптор
- Пит Морелл, живописец, писатель
- Маргарете Йен, писательница, автор песен
- Йоханнес Шенк, матрос, писатель, живописец
- Фридрих Мекзепер, живописец
- Наташа Унгехойер, живописец
- Хайнрих Ганновер, писатель
- Вольфганг Йен, композитор
- Ханс Бок, живописец
- Мартин Кауше, иллюстратор, живописец
- Бернд Тиле, график, мастер коллажа
- Мориц Ринке, драматург
- Арне Цанк, музыкант
- Арриго Виттлер, живописец
- Йоханнес Штрате, певец группы Revolverhead, вырос в Ворпсведе